# کلاس بالک
کلاس بالک (هلندی: Klaas Balk؛ زادهٔ ۲۷ دسامبر ۱۹۴۸) دوچرخه‌سوار اهل هلند است.
وی در مسابقات کشوری و بین‌المللی در مجموع برندهٔ ۱ مدال برنز شده‌است.